# Kovariančna matrika
Kovariančna matrika (oznaka {\displaystyle \Sigma \!\,}) (tudi variančno-kovariančna matrika) je matrika, katere elementi so kovariance i-tega in j-tega elementa vektorja slučajne spremenljivke.

## Definicija
Z {\displaystyle {\vec {X}}\!\,} se označi stolpični vektor:
{\displaystyle {\vec {X}}={\begin{bmatrix}X_{1}\\\vdots \\X_{n}\end{bmatrix}}\!\,,}
kjer so {\displaystyle X_{n}\!\,} posamezne komponente slučajne spremenljivke, ki imajo končno varianco. 
Kovariančna matrika {\displaystyle \Sigma \!\,}, ki ima za elemente kovariance tako, da je:
{\displaystyle \Sigma _{ij}=\mathrm {cov} (X_{i},X_{j})=\mathrm {E} {\begin{bmatrix}(X_{i}-\mu _{i})(X_{j}-\mu _{j})\end{bmatrix}}\!\,,}
kjer je:
- {\displaystyle \mu _{i}=\mathrm {E} (X_{i})\!\,} – pričakovana vrednost za {\displaystyle i\!\,}-to komponento vektorja {\displaystyle X\!\,}.
- {\displaystyle \mathrm {cov} (X_{i},X_{j})\!\,} – kovarianca elementov {\displaystyle X_{i}\!\,} in {\displaystyle X_{j}\!\,}.

Iz tega sledi, da se lahko kovariančno matriko zapiše kot:
{\displaystyle \Sigma ={\begin{bmatrix}\mathrm {E} [(X_{1}-\mu _{1})(X_{1}-\mu _{1})]&\mathrm {E} [(X_{1}-\mu _{1})(X_{2}-\mu _{2})]&\cdots &\mathrm {E} [(X_{1}-\mu _{1})(X_{n}-\mu _{n})]\\\\\mathrm {E} [(X_{2}-\mu _{2})(X_{1}-\mu _{1})]&\mathrm {E} [(X_{2}-\mu _{2})(X_{2}-\mu _{2})]&\cdots &\mathrm {E} [(X_{2}-\mu _{2})(X_{n}-\mu _{n})]\\\\\vdots &\vdots &\ddots &\vdots \\\\\mathrm {E} [(X_{n}-\mu _{n})(X_{1}-\mu _{1})]&\mathrm {E} [(X_{n}-\mu _{n})(X_{2}-\mu _{2})]&\cdots &\mathrm {E} [(X_{n}-\mu _{n})(X_{n}-\mu _{n})]\end{bmatrix}}\!\,.}
Obratna matrika kovariančne matrike {\displaystyle \Sigma ^{-1}\!\,} se imenuje tudi matrika natančnosti.
Kovariančna matrika se imenuje tudi variančno-kovariančna matrika, ker velja:
{\displaystyle \Sigma _{X}=\operatorname {var} ({\vec {X}})=\operatorname {var} {\begin{pmatrix}X_{1}\\\vdots \\X_{p}\end{pmatrix}}={\begin{pmatrix}\operatorname {var} (X_{1})&\operatorname {cov} (X_{1}X_{2})&\cdots &\operatorname {cov} (X_{1}X_{p})\\\operatorname {cov} (X_{2}X_{1})&\ddots &\cdots &\vdots \\\vdots &\vdots &\ddots &\vdots \\\operatorname {cov} (X_{P}X_{1})&\cdots &\cdots &\operatorname {var} (X_{p})\end{pmatrix}}={\begin{pmatrix}\sigma _{x_{1}}^{2}&\sigma _{x_{1}x_{2}}&\cdots &\sigma _{x_{1}x_{p}}\\\sigma _{x_{2}x_{1}}&\ddots &\cdots &\vdots \\\vdots &\vdots &\ddots &\vdots \\\sigma _{x_{p}x_{1}}&\cdots &\cdots &\sigma _{x_{p}}^{2}\end{pmatrix}}\!\,,}
kjer je:
- {\displaystyle \operatorname {var} ({\vec {X}})\!\,} – varianca vektorja {\displaystyle {\vec {X}}\!\,}
- {\displaystyle \operatorname {cov} \!\,} – kovarianca komponent {\displaystyle X_{i}\!\,} in {\displaystyle X_{j}\!\,}
- {\displaystyle \sigma _{n}\!\,} – varianca {\displaystyle n\!\,}-te komponente vektorja (na glavni diagonali so same variance, zunaj diagonale pa so kovariance). Zaradi tega ima matrika tudi ime variančno-kovariančna matrika.

## Posplošitev variance
Zgornja definicija je enakovredna zapisu:
{\displaystyle \Sigma =\mathrm {E} \left[\left({\textbf {X}}-\mathrm {E} [{\textbf {X}}]\right)\left({\textbf {X}}-\mathrm {E} [{\textbf {X}}]\right)^{\top }\right]\!\,.}
Ta zapis se lahko ima za posplošitev skalarne oblike variance na višje razsežnosti. Pri tem velja za slučajno spremenljivko s skalarnimi vrednostmi:
{\displaystyle \sigma ^{2}=\mathrm {var} (X)=\mathrm {E} [(X-\mu )^{2}],\!\!,,}
kjer je:
- {\displaystyle \mu =\mathrm {E} (X)\!\,.}

## Značilnosti
Za kovariančno matriko {\displaystyle \Sigma \!\,}
- {\displaystyle \Sigma =\mathrm {E} (\mathbf {XX^{\top }} )-\mathbf {\mu } \mathbf {\mu ^{\top }} \!\,}
- {\displaystyle \Sigma \!\,} je pozitivno semidefinitna matrika (to pomeni, da je simetrična).
- {\displaystyle \operatorname {var} (\mathbf {AX} +\mathbf {a} )=\mathbf {A} \,\operatorname {var} (\mathbf {X} )\,\mathbf {A^{\top }} \!\,}
- {\displaystyle \operatorname {cov} (\mathbf {X} ,\mathbf {Y} )=\operatorname {cov} (\mathbf {Y} ,\mathbf {X} )^{\top }\!\,}
- {\displaystyle \operatorname {cov} (\mathbf {X} _{1}+\mathbf {X} _{2},\mathbf {Y} )=\operatorname {cov} (\mathbf {X} _{1},\mathbf {Y} )+\operatorname {cov} (\mathbf {X} _{2},\mathbf {Y} )\!\,}
- kadar velja {\displaystyle p=q\!\,}, potem je {\displaystyle \operatorname {var} (\mathbf {X} +\mathbf {Y} )=\operatorname {var} (\mathbf {X} )+\operatorname {cov} (\mathbf {X} ,\mathbf {Y} )+\operatorname {cov} (\mathbf {Y} ,\mathbf {X} )+\operatorname {var} (\mathbf {Y} )\!\,}
- {\displaystyle \operatorname {cov} (\mathbf {AX} ,\mathbf {B} ^{\top }\mathbf {Y} )=\mathbf {A} \,\operatorname {cov} (\mathbf {X} ,\mathbf {Y} )\,\mathbf {B} \!\,}
- kadar sta {\displaystyle \mathbf {X} \!\,} in {\displaystyle \mathbf {Y} \!\,} neodvisna, velja tudi {\displaystyle \operatorname {cov} (\mathbf {X} \mathbf {Y} )=0\!\,}.